# Paul Keres

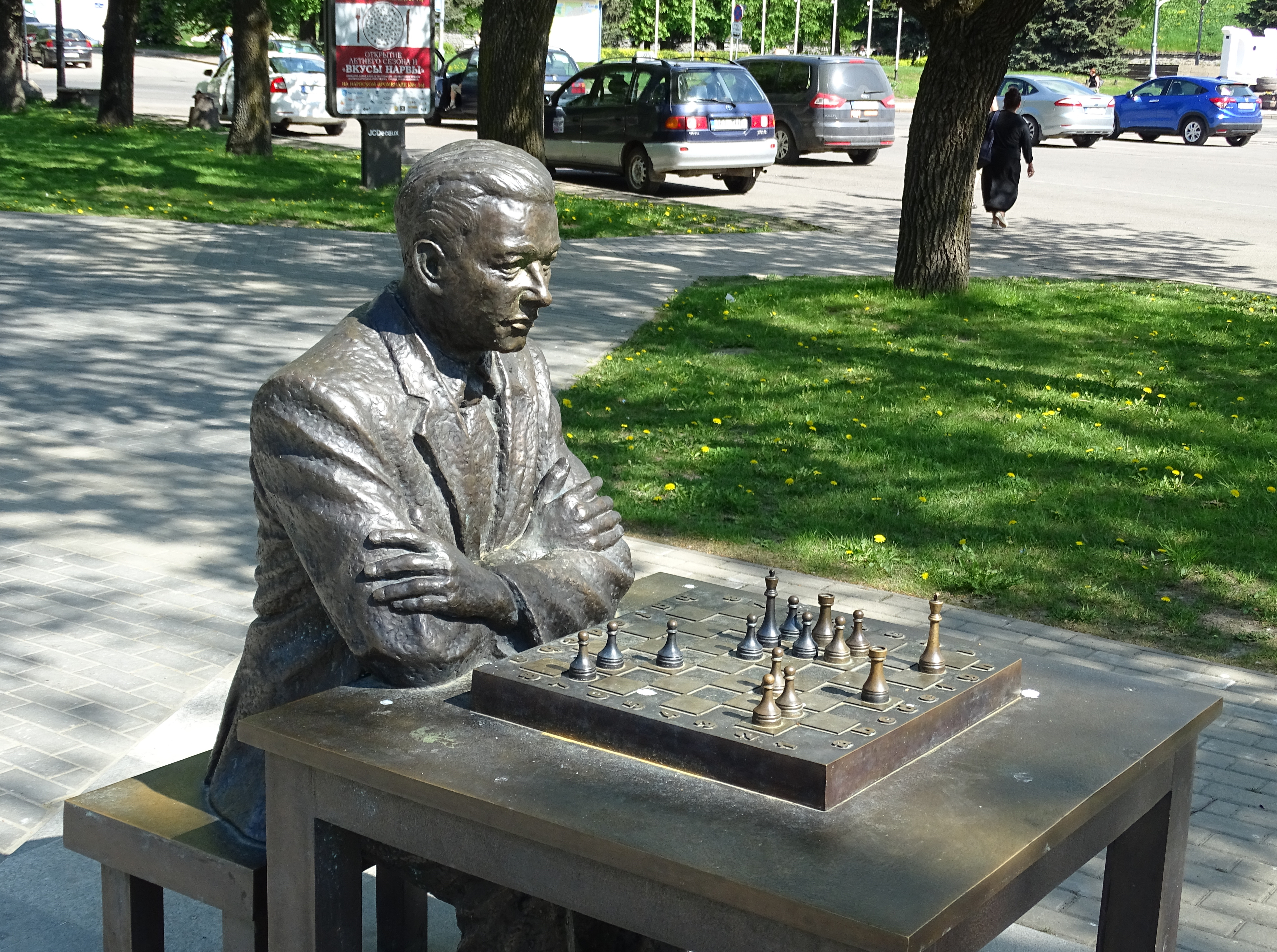
Standbeeld ter ere van Paul Keres in Narva

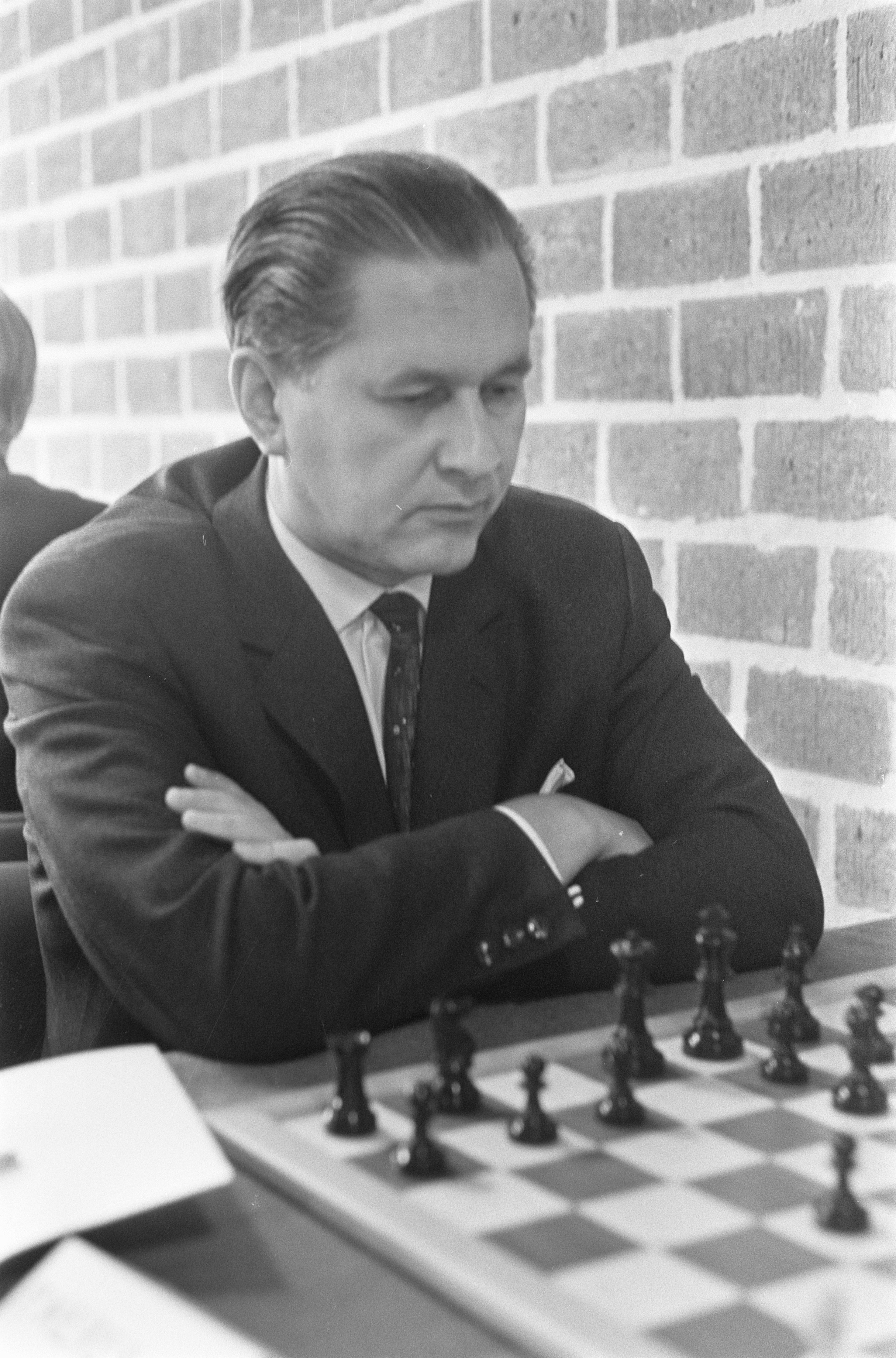
Keres (Hoogovenstoernooi, 1969)

Paul Keres' portret op een postzegel

Paul Keres (Narva, 7 januari 1916 – Helsinki, 5 juni 1975) was een Estische schaker.

## Schaakcarrière
In zijn jeugd was hij niet in de gelegenheid met sterke schakers te spelen en daarom speelde hij talloze correspondentie-partijen. In 1935 trok hij voor het eerst de internationale aandacht met zijn spel op de Schaakolympiade van Warschau. De jaren daarna boekte hij uitstekende resultaten in een aantal toernooien, culminerend in het, samen met Reuben Fine, winnen van het AVRO-toernooi in 1938. In 1939 versloeg hij Max Euwe in een match.
In 1940 werd Estland door de Sovjet-Unie geannexeerd. Daardoor werd Keres Sovjetburger en kon hij dat jaar meedoen aan het kampioenschap van Sovjet-Unie, waarin hij als vierde eindigde. De schaakautoriteiten waren niet erg blij met de winnaars van dit toernooi, Bondarevski en Lilienthal, en in plaats van een beslissingsmatch organiseerden ze het Absolute Kampioenschap van de Sovjet-Unie, waar behalve deze twee ook Botvinnik, Smyslov, Boleslavski en Keres deelnamen. Dit toernooi werd in het voorjaar van 1941 gespeeld. Keres eindigde nu als tweede, na Botvinnik.
Later dat jaar bezette Duitsland Estland en in daarop volgende jaren speelde Keres een paar toernooien in Duitsland en de door Duitsland bezette gebieden. In 1944 heroverde de Sovjet-Unie Estland. Hoewel Keres naar Sovjet-maatstaven ernstig met de nazi's had gecollaboreerd, werd hij niet gestraft. In 1947 deed hij weer mee met het kampioenschap van de Sovjet-Unie, dat hij won. In 1948 deed hij mee met het toernooi om het wereldkampioenschap dat een opvolger voor Aljechin moest aanwijzen. Keres eindigde gedeeld derde.
In 1950 stelde de FIDE de titel van internationaal grootmeester in. Keres verkreeg deze titel ook. In jaren vijftig en zestig bleef hij een van de sterkste schakers, maar bereikte nooit een match om het wereldkampioenschap. Hij deed vijf maal mee aan een kandidatentoernooi, eindigde altijd hoog (1950:4e 1953:2e/4e 1956:2e 1959:2e 1962:2e/3e ) maar won er geen. Hij is wel drie keer kampioen van de USSR geweest, in 1947, 1950 en 1951. Tijdens de 11e Schaakolympiade in Amsterdam behaalde Keres een score van 96,4%, een record. Hij moest eenmaal een remise toestaan, maar won alle overige partijen.
In 1964 won Keres samen met Iivo Nei het Hoogovenstoernooi. In 1975 stierf hij onverwacht aan een hartaanval.

## Openingstheorie
Keres heeft veel aan de openingentheorie gedaan en een dertigtal openingsvarianten nagelaten, waaronder de naar hem vernoemde Keresaanval in het Siciliaans:
1.e4 c5 2.Pf3 d6 3.d4 cd 4.Pxd4 Pf6 5.Pc3 e6 6.g4 (zie diagram).
| 8 | rd          | nd | bd | qd | kd | bd |    | rd |
| 7 | pd          | pd |    |    |    | pd | pd | pd |
| 6 |             |    |    | pd | pd | nd |    |    |
| 5 |             |    |    |    |    |    |    |    |
| 4 |             |    |    | nl | pl |    | pl |    |
| 3 |             |    | nl |    |    |    |    |    |
| 2 | pl          | pl | pl |    |    | pl |    | pl |
| 1 | rl          |    | bl | ql | kl | bl |    | rl |
|   | a           | b  | c  | d  | e  | f  | g  | h  |
|   | Keresaanval |    |    |    |    |    |    |    |

De Siciliaanse opening, de Spaanse opening, het Dame-Indisch en het Nimzo-Indisch werden door hem het meest gespeeld.

## Bibliografie

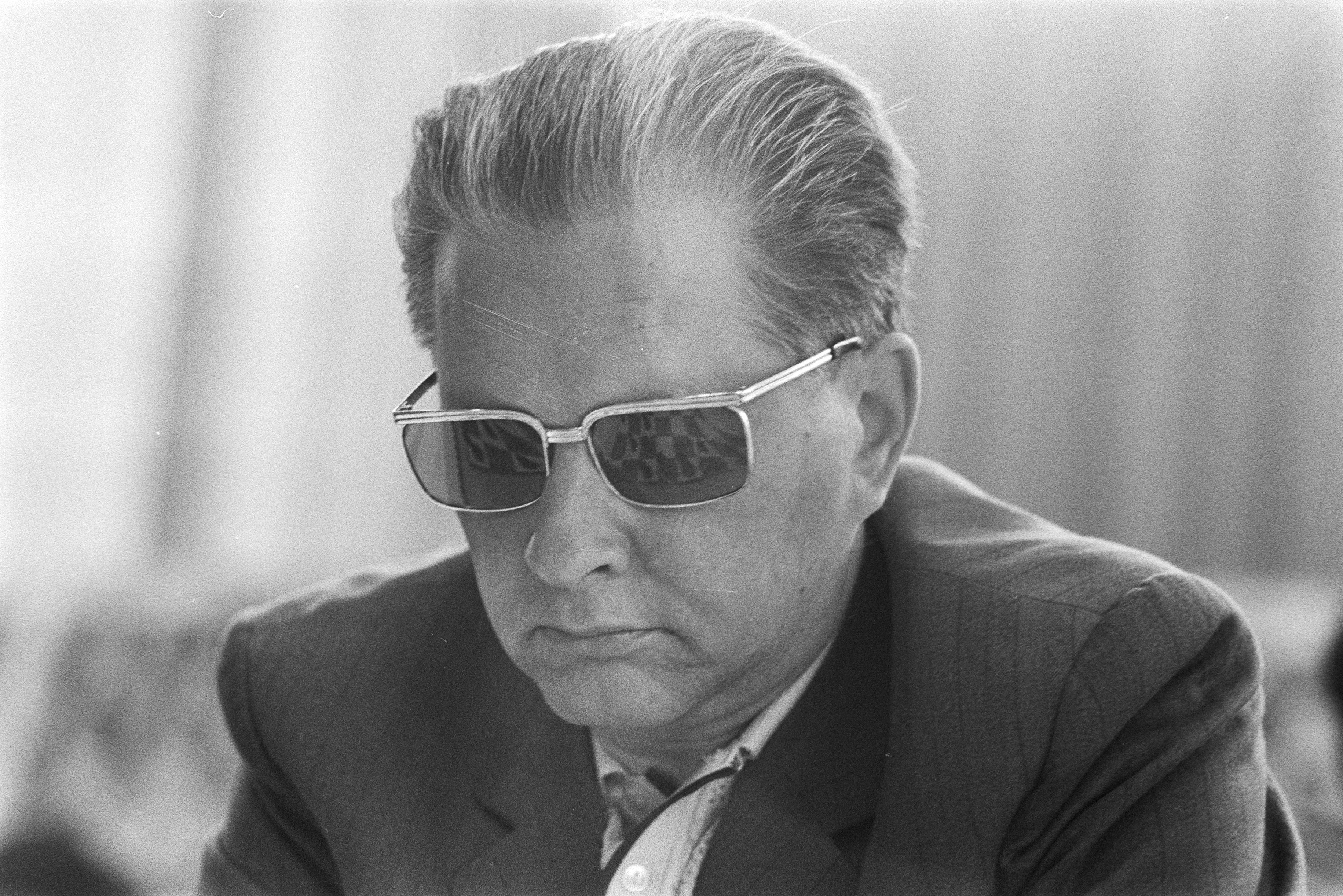
Paul Keres in Nederland (1971)